# Wuling Rongguang Mini Pickup
Wuling Rongguang Mini Pickup — среднеразмерный пикап, выпускаемый с 2018 года китайским брендом Wuling.

## История и описание модели
Впервые Wuling Rongguang Mini Pickup был представлен в июле 2018 года. Его концепция сочетает в себе транспортный отсек с металлической отделкой и двухкамерный пассажирский салон с чётко выраженной линией капота. Вместимость варьируется от 2 до 4 мест для сидения (в зависимости от одинарной или двойной кабины).
Rongguang Mini Pickup оснащается двигателями внутреннего сгорания объёмом 1,5—1,8 л, мощностью 127 л. с. и крутящим моментом 170 Н·м.

## Продажи
Wuling Rongguang Mini Pickup разработан для быстро развивающихся рынков коммерческих автомобилей ввиду выросшего спроса. На китайском рынке ценовой диапазон варьируется от 52800 до 59800 юаней.

## Двигатели
- R4, 1,5 л.
- R4, 1,8 л, 127 л. с., 170 Н·м.